# Сигневичі
Сигневичі (біл. Сігневічы) — село в Білорусі, у Березівському районі Берестейської області. Орган місцевого самоврядування — Сигневецька сільська рада.

## Географія
Розташоване над каналом Винець, за 21 км від залізничної станції Береза Картузька.

## Історія
За королівським універсалом 1458 року село за службу було даране боярину Костю Федоровичу (Костюшку), вихідцю з Волині або Київщини. Костюшки володіли селом до початку ХІХ століття.

## Населення
За переписом населення Білорусі 2009 року чисельність населення села становила 327 осіб.

## Релігія
У селі міститься православна церква, зведена Костюшками.

## Особистості

### Народилися
- Крисюк Ольга Макарівна, кущова провідниця жіночої ланки ОУН[3].